# Цвятко Дочев
Цвятко Дочев Цветков (роден на 5 март 1944 г. в село Терзийско, Троянско) е български художник, живописец и общественик.
Отличава се със своя характерен художествен стил, който съчетава реализъм с експресивна техника на пръски. Носител е на редица национални отличия, сред които и наградата „Владимир Димитров – Майстора“ на Съюза на българските художници. През 2014 г. е удостоен със званието „Почетен гражданин на гр. Троян“.

## Биография
Цвятко Дочев е роден на 5 март 1944 г. в село Терзийско, Троянско. Още в ранна възраст проявява интерес към изобразителното изкуство. В седми клас печели национална първа награда за картина на тема „Освобождението на България от турско робство“, което насочва професионалния му път към живописта. Завършва Художествената гимназия в София, а през 1970 г. – специалност „Живопис“ във Висшия институт за изобразително изкуство „Николай Павлович“ (днес Национална художествена академия) при проф. Панайот Панайотов.
След период на работа в София, Цвятко Дочев се установява в родното си село Терзийско, където живее и твори заедно със съпругата си – художничката Ирена Стоянова – в реставрирана възрожденска къща от 1885 г. Активно участва в художествения и културен живот на региона. От 1973 до 1983 г. работи като художник в ОТПК „Троянска керамика“, а от 1983 г. е председател на художествения съвет към СБХ – група Ловеч. Между 1984 и 1991 г. оглавява Художествения съвет към Държавната комисия за изящни и приложни изкуства при Комитета за култура и СБХ.
Военната си служба отбива в Ловеч, където участва в художественото оформление на поделението и е отличен за проявена дисциплина и артистични заслуги. От 1975 г. е член на Българската комунистическа партия и дълги години участва активно в културния и обществения живот на Ловеч и региона.

## Творчество и стил
Цвятко Дочев работи предимно в областта на камерната живопис, като използва маслени бои и смесени техники. Основни теми в творчеството му са пейзажи, портрети и композиции, вдъхновени от българската природа, бит и култура.
Отличителна черта на неговия стил е техниката на пръски, която придава динамика и емоционалност на художествения изказ. Тази техника има дълбоко личен произход – вдъхновена е от детския спомен за керамичните съдове, украсявани с пръски от неговия баща, майстор-грънчар, през 30-те и 40-те години на XX век. В живописта на Цвятко Дочев, пръските не разрушават формата, а я издигат до поетично внушение.
Художественият му език се характеризира с експресивна лекота, в която свободата на жеста и живописната динамика се съчетават в автономна поетика, придаваща на творбите му ясно разпознаваем облик.

## Изложби
Цвятко Дочев представя творби в почти всички национални и окръжни изложби. Взема участие и в редица колективни експозиции в чужбина, включително в СССР, ГДР, Югославия, Финландия, Франция, Италия, Ливан и Египет.
През 1981 г. реализира самостоятелна изложба живопис в Коми АССР, в която представя портрети и пейзажи.
По повод 80-годишния си юбилей през 2024 г. подготвя ретроспективна изложба с концепция за поетично пътуване „През сезоните – до мъдростта на зимата“, представяща развитието на неговото творчество през годините.

## Награди и отличия
- 1971 – Награда от Третата национална младежка изложба
- 1972 – Първа награда от конкурс на ЦК на ДКМС за портрет на Георги Димитров
- 1973 – Награда от конкурс на Съюза на българските художници (СБХ) за портрет и композиция
- 1974 – Награда от конкурс на СБХ за композиция на тема „9 септември 1944 г.“
- 1974 – Награда „Владимир Димитров – Майстора“ на СБХ за картината „Войнишки бунт“
- 1980 – Орден „Кирил и Методий“ II степен
- 1982 – Награда от Централния съвет на Българската комунистическа партия (ЦС на БКП)
- 1984 – Награда от Министерството на народната отбрана
- 2014 – Обявен за почетен гражданин на Троян

Наградата „Владимир Димитров – Майстора“ утвърждава Цвятко Дочев като един от най-значимите и разпознаваеми автори в съвременното българско изкуство.

## Личен живот
Цвятко Дочев е женен за художничката Ирена Стоянова. Двамата живеят и работят в село Терзийско, където превръщат дома си в своеобразен културен център, отворен за приятели, колеги и ценители на изкуството. Имат пет дъщери. 

## За него
През 2024 г., по повод 80-годишнината на художника, излиза биографичната книга „През сезоните – до мъдростта на зимата“. Изданието е съставено от неговата дъщеря Цвета Мушкова и съдържа архивни документи, лични спомени и репродукции на избрани картини.

## Любопитни факти
- Подписва творбите си „Цвятко Дочев“, за да се разграничи от друг художник със същото име – Цвятко Цветков.
- Създава десетки портрети на Васил Левски, включително стенопис в музея в Ловеч. Негови творби с образа на Левски се намират в кметства, обществени сгради, лечебни заведения и частни колекции, като значителна част от тях са дарени лично от автора.
- През 2024 г. отбелязва своята 80-годишнина с юбилейна изложба в галерия „Серякова къща“ в Троян под заглавие „През сезоните – до мъдростта на зимата“.